# Wigberto Tartuce
Wigberto Ferreira Tartuce  também conhecido como Vigão ComMM (Rio Verde,16 de março de 1947) é um economista, empresário e político brasileiro filiado ao Movimento Democrático Brasileiro (MDB). Pelo Distrito Federal, foi deputado federal durante dois mandatos e deputado distrital. É proprietário do Grupo Sigma, do qual fazem parte as rádios Atividade FM e Jovem Pan FM Brasília.

## Biografia
Foi eleito deputado federal pela primeira vez em 1994 pelo PPB do Distrito Federal.
Em 1996, como deputado federal, Wigberto foi admitido pelo presidente Fernando Henrique Cardoso à Ordem do Mérito Militar no grau de Comendador especial.
Em 1998 foi reeleito novamente para o mesmo cargo, sendo o candidato mais votado.
De 1999 a 2000, foi secretário de Trabalho no governo de Joaquim Roriz.
Em 2002 ainda pelo PPB hoje PP, foi eleito deputado distrital.

## Desvio de dinheiro e dívida com os cofres públicos
Por responder a 19 ações de execução na Justiça Federal e dever um valor aproximado de R$ 29 milhões, diversos bens das empresas do ex-deputado federal Wigberto Tartuce (PMDB) que estavam em nomes de “laranjas” serão penhorados. A 18.ª Vara Federal do DF entendeu que as manobras para esconder seus bens caracterizam fraude à execução, já que não restou patrimônio para ressarcir os cofres públicos.
Tartuce foi condenado pelo Tribunal de Contas da União (TCU) por desvios de recursos do Fundo de Amparo ao Trabalhador (FAT), quando ocupou a Secretaria de Trabalho do Distrito Federal no Governo de Joaquim Roriz, entre 1999 e 2000.
A Procuradoria-Regional da União na 1ª Região apontou que, nas eleições de 2006, quando Tartuce não conseguiu a reeleição para o cargo de deputado distrital, ele declarou ao Tribunal Superior Eleitoral (TSE) um patrimônio superior a R$ 33 milhões. De entre os bens declarados havia grande quantidade de imóveis, veículos, aplicações financeiras e ações, além de R$ 2,8 milhões em espécie.
Os advogados da União ainda comprovaram que o ex-deputado usava 11 empresas de sua família e seis parentes (entre esposa e filhos) parentes para ocultar seu patrimônio pessoal.
Entre as práticas destacam-se a remessa de imóveis e de dois automóveis Cadillac de uso pessoal para o patrimônio de uma das empresas do grupo econômico da família — os automóveis têm valor de mercado superior a R$ 400 mil. Além disso, eram utilizadas pessoas jurídicas para fazer a movimentação financeira.
Com isso, o juízo da 18ª Vara mandou penhorar bens de várias empresas "laranjas", dentre as quais a Atividade FM, Sigma Radiodifusão (Jovem Pan FM de Brasília), Engecopa etc. Até a mansão que o ex-deputado mora, avaliada em R$ 5,4 milhões, está em nome de uma empresa do grupo e, por isso, foi penhorada.